# Tomasz Bogoria Skotnicki
Tomasz Bogoria Skotnicki (ur. 15 lutego 1654 roku w województwie sandomierskim – zm. 10 grudnia 1700 roku w Chełmży) – sufragan chełmiński, w latach 1694–1696 administrator sede vacante tej diecezji, biskup tytularny Lycopolis, archidiakon, kanonik i oficjał chełmiński, proboszcz w Zwierznie i Jasnej, kanclerz i sekretarz biskupa Kazimierza Opalińskiego.

## Życiorys
Urodził się w Krakowie w rodzinie Skotnickich herbu Bogoria. Siedzibą rodową tej rodziny były Skotniki na Ziemi Sandomierskiej. W 1681 roku został studentem seminarium internum księży misjonarzy w Warszawie. W 1685 mianowany biskupem pomocniczym diecezji chełmińskiej oraz oficjałem generalnym. Był też dziekanem lubawskim. Pięciokrotnie był deputatem na Trybunał Główny Koronny. Po śmierci biskupa Kazimierza Szczuki, przez dwa lata administrował diecezją chełmińską. Zmarł w 1700 w Chełmży, pochowany w chełmżyńskiej katedrze, gdzie znajduje się jego epitafium, ze starannie rzeźbioną głową zmarłego.